# 阿非利加总督区
阿非利加总督区（Exarchate of Africa）是拜占庭帝国的一个行政、军事区划，总督驻地在迦太基，辖北非沿海、萨丁和科西嘉、西班牙南部沿海等地。它由总督统治，由莫里斯皇帝在6世纪80年代后期建立，一直持续到698年被阿拉伯人征服。阿非利加总督区和拉文纳总督区是查士丁尼一世重新征服西部的成果，帝国设立总督区是为了更有效地管理新征服的领地。

## 历史

### 设立的背景
公元533年，贝利撒留指挥的拜占庭军队在汪达尔战争中收复北非、撒丁岛、科西嘉岛、巴利阿里群岛等地。查士丁尼一世皇帝将这些领土划为阿非利加近卫大区，包括了阿非利加、拜扎凯纳、的黎波里塔尼亚、努米底亚、凯撒毛里塔尼亚和斯蒂芬毛里塔尼亚等行省，统治中心在迦太基。在6世纪60年代，拜占庭军队又成功夺回了西班牙南部的部分地区，这些地区被划为西班尼亚行省。 
查士丁尼一世于565年去世后，拜占庭帝国受到来自各个方向的攻击，皇帝经常将边境的行省划为自己统辖，以应付长期的军事压力。不过也有一些将军继续在东部省份与非洲之间轮换任职，如老希拉克略（约598-610担任阿非利加总督），到7世纪中期，美索不达米亚行省已被穆斯林攻占，萨珊帝国也于651年灭亡。拜占庭因此也不能再任用在与波斯不断的边境冲突中磨炼的老练军官。希拉克略王朝时期（610-711），帝国继续任命一些东部官员出任阿非利加职位，如担任的黎波里总督的亚美尼亚人纳尔塞赫、提吉西斯公爵约翰 。但在阿拉伯征服后，来自东部的军官比起以前对付波斯人的制胜战略，更习惯于如雅尔穆克战役一样的失败，新的战术和战略发展缓慢。:100–104

### 总督区的建立和早期状况

查士丁尼一世的征服行动扩大了东罗马帝国的领地，导致了两个总督区的建立

戴克里先建立的晚期罗马帝国的行政体系明确区分了行政部门和军事部门，主要是为了减少权势强大的总督叛乱的可能。在查士丁尼一世时期，对于那些内部混乱或是防御脆弱的省份，民事与军事分离的趋势被部分逆转。而莫里斯皇帝在此基础上更进一步，在585-590间的某个时候设立总督机构。这个机构结合了近卫长官的最高民事权力和步兵统领的军事权力，并享有相当大的自主权。两个总督区被设立，一个是意大利的拉文纳总督区，另一个就是驻迦太基的阿非利加总督区。第一任阿非利加总督是根纳里乌斯“贵族”。:273
在之后的行省调整中，的黎波里塔尼亚脱离阿非利加总督区，被置于埃及的统治之下， :120凯撒毛里塔尼亚和斯蒂芬毛里塔尼亚合并，组成新的“第一毛里塔尼亚”行省，而廷吉塔纳·毛里塔尼亚则与西班尼亚行省、巴利阿里群岛合并，以塞普图姆（今休达）为中心，组成了“ 第二毛里塔尼亚”行省。:273
西哥特王国是总督区的一个持续的威胁。阿非利加总督区的第二毛里塔尼亚行省辖有西班牙沿海地区，冲突一直持续，直到西哥特人于624夺取了拜占庭帝国的所有西班牙领地。帝国只保留了直布罗陀海峡南岸的塞普图姆堡垒（今休达）。     
608年，阿非利加总督老希拉克略和他的同名儿子发动一次成功的叛乱，小希拉克略率舰队从迦太基驶向君士坦丁堡，击败了福卡斯皇帝，建立了希拉克略王朝。

### 穆斯林的攻击与征服
最早进攻总督区的穆斯林将军是埃及的征服者阿慕尔·本·艾斯和他的侄子欧格白·本·纳菲领导下的埃及军队。他们察觉到拜占庭统治的软弱，他们于642-643年征服了昔兰尼加的巴尔卡，之后攻打的黎波里塔尼亚，在那里他们遭到了抵抗。 
由于异端基督一志论和基督一能论所引起的宗教纷争等原因，阿非利加总督格列高利“贵族”（通过皇帝的堂兄尼克塔斯与血统与皇室有联系）在647年宣布独立。而来自埃及，巴勒斯坦和叙利亚的难民泛滥，加剧了迦太基的宗教紧张局势，并进一步向格列高利警告了即将到来的阿拉伯威胁。 
格列高利聚集了他的盟友并与穆斯林对峙，但由于害怕来自拜占庭的海上攻击，他被迫移军内陆，在苏费图拉战役中被阿拉伯军队击败，自己阵亡。 
此后，阿非利加总督区成为新总督根纳迪乌斯主宰的半独立国家。他同时向拜占庭帝国和伍麦叶王朝进贡以求自保，但这又使总督区内物资紧张，民众发起了动乱，665年，他被推翻，小厄勒乌忒里俄斯上台。 
在柏柏尔首领库萨伊拉的协助下，总督区在682年的维斯克拉战役中击败并杀死了阿拉伯帝国的将领欧格白·本·纳菲。这次胜利迫使穆斯林军队撤退到埃及，给了总督区十年的喘息时间。但持续的战争也使总督区的实力日益下降而且分散。 
698年，穆斯林将领哈桑·本·努阿曼率40,000名士兵攻打迦太基。守卫者中很多都是西哥特王国的部队，他们也担心穆斯林的扩张，许多西哥特人都战死了。最终，像几个世纪前罗马人所做的那样，迦太基再次成为废墟，总督区也不复存在。 
失去阿非利加沉重打击了西地中海的拜占庭势力，也使帝国丧失了重要的粮食产地，拜占庭人再也没能收复它。

## 已定和未定的阿非利加总督
| 任期    | 名称             | 拉丁语名      | 希腊语名                                | 阿拉伯语名                        | 备注 |
| ------- | ---------------- | ------------- | --------------------------------------- | --------------------------------- | --- |
| 591–598 | 根纳迪乌斯       | Gennadius     | （ Gennadios ）                         | 无                                | 最后一位阿非利加近卫总长和第一位阿非利加总督。赢得了对罗马-柏柏尔王国的胜利。 |
| 598–611 | 老希拉克略       | Heraclius     | （ Herakleios ）                        | 无                                | 希拉克略皇帝的父亲 |
| 611–629 | 尼克塔斯         | Nicetas       | （ Nikētas ）                           | 无                                | 希拉克略皇帝的堂兄，可能只是事实上的总督，在611-629年代行总督的权力。他的女儿格瑞戈里娅嫁给了希拉克略的长子君士坦丁三世。当时，皇帝的哥哥是一位总督下的一位军区将军，但没有留下明确的名字。:94–5 |
| 629–647 | 格列高利“贵族”   |               | ， （ Grēgorios ， Flabios Grēgorios ） | 无                                | 领导了对君士坦斯二世皇帝的叛乱。他可能是前任总督尼克塔斯的儿子。 |
| 647–665 | 根纳迪乌斯       | Gennadius     | （ Gennádios ）                         | 无                                | 仍然忠于君士坦斯二世，但后发起了对皇帝的叛乱，然而自己被政变推翻。 |
| 665–695 | 小厄勒乌忒里俄斯 | Eleutherius   | （ Eleuthérios ）                       | al-At'riyūn                       | 可能是阿非利加总督。 阿拉伯语al-At'riyūn通常被读作Eleutherios。他推翻了根纳迪奥斯。 |
| 695–698 | 约翰“贵族”       | Ioannes       | Ἰωάννης                                 | يوحناالبطريق（Yuhanna Al-Batriq） | 担任阿非利加总督，直到698年阿拉伯人攻陷迦太基。 |
| 698–709 | 休达伯爵朱利安   | （?Julianus） | （？ Ιουλιανός）                        | ， （ Yulyan ， Bilyan ）         | 塞普特姆（休达）的司令。 可能是最后一位阿非利加总督，但存疑。 |

## 延伸阅读
- Diehl, Charles. . Paris, France: Ernest Leroux. 1896 （法语）.
- Pringle, Denys. . Oxford, United Kingdom: British Archaeological Reports. 1981  [2020-06-06]. ISBN 0-86054-119-3. （原始内容存档于2016-06-17）.